# Felipe Conde
Felipe Conde Cavia (Madrid, 24 de agosto de 1957) es un artesano español, constructor de guitarra española, representante de la tercera generación de la dinastía de constructores de guitarras Esteso-Conde, hijo de Mariano Conde y sobrino de Domingo Esteso cuyo proceso artesanal sigue la tradición establecida por su tío Domingo y los hermanos Conde (Mariano, Faustino y Julio).

## Historia
Felipe fue el hijo mayor de Valentina Cavia Mardones y de Mariano Conde Salamanca en cuyo taller, fundado por su tío abuelo Domingo Esteso en el número 7 de la calle de Gravina de Madrid, ingresó en 1971 a los 14 años, siguiendo las enseñanzas y estilo de la familia Conde. Durante esté tiempo Felipe Conde combinó su trabajo en el taller con sus estudios y el aprendizaje del toque de la guitarra. Permaneció en el taller de Gravina hasta 1980 cuando, junto a su padre y hermano menor se trasladaron a un nuevo taller en el número 2 de la calle Felipe V, frente al Teatro Real. En 1989, tras la muerte de Mariano Conde Salamanca, Felipe, junto a su hermano Mariano continuaron construyendo las guitarras de forma artesanal y con salida entre músicos flamencos, clásicos, jazz, e incluso rock.[cita requerida] En esta época se desarrollaron nuevos modelos de guitarras y se construyeron las primeras reediciones de modelos de guitarras de las tres épocas de la traidición del taller familiar. En 2010 Felipe Conde se independizó de su hermano y estableció un nuevo taller en la calle de Arrieta. 
Durante su vida profesional Felipe Conde ha abastecido ejemplares de su artesanía a Paco de Lucía, Niño Ricardo, Regino Sainz de la Maza, Moraíto Chico, Gerardo Núñez, Pepe Habichuela, Rafael Riqueni, Diego del Morao, Sabicas, Melchor de Marchena, Mario Escudero, etc.